# Coupe de France féminine de basket-ball 2019-2020
Navigation
2018-2019 2020-2021

La coupe de France féminine de basket-ball 2019-2020 est la 43e édition de la coupe de France, également dénommée Trophée Joë-Jaunay, en hommage à Joë Jaunay, basketteur international français décédé en 1993. Elle oppose vingt-quatre équipes professionnelles et amatrices françaises sous forme d'un tournoi à élimination directe.
La compétition se déroule du 27 septembre 2019 au 25 avril 2020, date de la finale à l’AccorHotels Arena dans le cadre des Finales 2020 des Coupes de France, organisées chaque année par la FFBB.
À la suite de l’arrêt de la saison 2019-2020 liée à la pandémie de Covid-19, la finale opposant Bourges à Lyon et initialement prévue en avril est reportée au 18 septembre 2020, remplaçant le Match des champions 2020.
La finale est ensuite annulée par la Fédération, sous la pression des joueuses inquiètes des conditions sanitaires après la détection de cas positifs dans les deux effectifs.

## Calendrier
| Tour                                                                                                   | Nom                          | Dates                | Participants | Vainqueurs |
| 1 | 32e de finale                | 27 septembre 2019    | 12           | 6          |
| Entrée en lice de l'équipe reléguée en LF2, du Centre fédéral et des 6 équipes de LFB non-européennes. |                              |                      |              |            |
| 2 | 16e de finale                | 26 octobre 2019      | 14           | 7          |
| Entrée en lice des 3 équipes de LFB participant à l'Eurocoupe.                                         |                              |                      |              |            |
| 3 | 8e de finale                 | 14 décembre 2019     | 10           | 5          |
| Entrée en lice des 3 équipes de LFB participant à l'Euroligue.                                         |                              |                      |              |            |
| 4 | Quarts de finale             | 15 février 2020      | 8            | 4          |
| 5 | Demi-finales                 | 16 février 2020      | 4            | 2          |
| 6 | Finale à l’AccorHotels Arena | Samedi 25 avril 2020 | 2            | 1          |

## Résultats

### Trente-deuxièmes de finale
Douze équipes participent aux trente-deuxièmes de finale.
| Date              | Club (division)                                | Résultat | Club (division)                       |
| ----------------- | ---------------------------------------------- | -------- | ------------------------------------- |
| 27 septembre 2019 | Pays voironnais BC (NF1)                       | 67–64    | Basket Club Montbrison Féminin (LF2)  |
| 27 septembre 2019 | US Orthez basket (NF1)                         | 40–86    | Toulouse Métropole Basket (LF2)       |
| 27 septembre 2019 | Strasbourg Illkirch-Graffenstaden basket (LF2) | 54–74    | Reims Basket féminin (LF2)            |
| 28 septembre 2019 | Basket Club La Tronche Meylan (LF2)            | 74–67    | C' Chartres basket féminin (LF2)      |
| 27 septembre 2019 | AS Aulnoye-Aymeries (LF2)                      | 71–47    | COB Calais (LF2)                      |
| 27 septembre 2019 | Basket Saint-Paul Rezé (LF2)                   | 58–62    | Union féminine Angers Basket 49 (LF2) |

### Seizièmes de finale
| Entrée en lice des dernières équipes de LF2 |
| ------------------------------------------- |
| USO Mondeville (LF2) Pôle France (LF2)      |

| Entrée en lice des équipes de LFB non européennes |
| --- |
| Landerneau Bretagne Basket (LFB) Tarbes Gespe Bigorre (LFB) Saint-Amand Hainaut Basket (LFB) ESB Villeneuve-d’Ascq LM (LFB) Nantes Rezé Basket (LFB) Charnay Basket Bourgogne Sud (LFB) |

| Date            | Club (division)                       | Résultat | Club (division)                    |
| --------------- | ------------------------------------- | -------- | ---------------------------------- |
| 23 octobre 2019 | Pôle France (LF2)                     | 61–78    | Tarbes Gespe Bigorre (LFB)         |
| 25 octobre 2019 | Pays voironnais BC (NF1)              | 37–77    | Toulouse Métropole Basket (LF2)    |
| 26 octobre 2019 | Basket Club La Tronche Meylan (LF2)   | 46–63    | Charnay Basket Bourgogne Sud (LFB) |
| 26 octobre 2019 | Union féminine Angers Basket 49 (LF2) | 45–51    | Nantes Rezé Basket (LFB)           |
| 26 octobre 2019 | USO Mondeville (LF2)                  | 76–69    | AS Aulnoye-Aymeries (LF2)          |
| 25 octobre 2019 | Reims Basket féminin (LF2)            | 62–67    | Landerneau Bretagne Basket (LFB)   |
| 26 octobre 2019 | Saint-Amand Hainaut Basket (LFB)      | 61–62    | ESB Villeneuve-d’Ascq LM (LFB)     |

### Tableau final
| Entrée en lice en 8e de finale des équipes de LFB participant à l’Eurocoupe    |
| ------------------------------------------------------------------------------ |
| Flammes Carolo basket (LFB) Roche Vendée Basket Club (LFB) Basket Landes (LFB) |

| Entrée en lice en quart de finale des équipes de LFB participant à l’Euroligue    |
| --------------------------------------------------------------------------------- |
| Lyon ASVEL féminin (LFB) Tango Bourges Basket (LFB) Lattes-Montpellier BLMA (LFB) |

|  | Huitièmes de finale     | Huitièmes de finale                       | Huitièmes de finale                | Huitièmes de finale     |                         |                            | Quarts de finale                          | Quarts de finale                          | Quarts de finale                          | Quarts de finale                          |  |  | Demi-finales                                 | Demi-finales                                 | Demi-finales                                 | Demi-finales                                 |  |  | Finale                                       | Finale                                       | Finale                                       | Finale                                       |
|  |                         |                                           |                                    |                         |                         |                            |                                           |                                           |                                           |                                           |  |  |                                              |                                              |                                              |                                              |  |  |                                              |                                              |                                              |                                              |
|  | 14 décembre 2019 à 20 h | 14 décembre 2019 à 20 h                   | 14 décembre 2019 à 20 h            | 14 décembre 2019 à 20 h |                         |                            | 15 février 2020 à 17 h – Clermont-Ferrand | 15 février 2020 à 17 h – Clermont-Ferrand | 15 février 2020 à 17 h – Clermont-Ferrand | 15 février 2020 à 17 h – Clermont-Ferrand |  |  | 16 février 2020 à 15 h 30 – Clermont-Ferrand | 16 février 2020 à 15 h 30 – Clermont-Ferrand | 16 février 2020 à 15 h 30 – Clermont-Ferrand | 16 février 2020 à 15 h 30 – Clermont-Ferrand |  |  | 18 septembre 2020 à 20 h 30 – Paris - Annulé | 18 septembre 2020 à 20 h 30 – Paris - Annulé | 18 septembre 2020 à 20 h 30 – Paris - Annulé | 18 septembre 2020 à 20 h 30 – Paris - Annulé |
|  | LF2                     | Toulouse Métropole Basket                 | 71                                 | 71                      |                         |                            | 15 février 2020 à 17 h – Clermont-Ferrand | 15 février 2020 à 17 h – Clermont-Ferrand | 15 février 2020 à 17 h – Clermont-Ferrand | 15 février 2020 à 17 h – Clermont-Ferrand |  |  | 16 février 2020 à 15 h 30 – Clermont-Ferrand | 16 février 2020 à 15 h 30 – Clermont-Ferrand | 16 février 2020 à 15 h 30 – Clermont-Ferrand | 16 février 2020 à 15 h 30 – Clermont-Ferrand |  |  | 18 septembre 2020 à 20 h 30 – Paris - Annulé | 18 septembre 2020 à 20 h 30 – Paris - Annulé | 18 septembre 2020 à 20 h 30 – Paris - Annulé | 18 septembre 2020 à 20 h 30 – Paris - Annulé |
|  | LF2                     | Toulouse Métropole Basket                 | 71                                 | 71                      |                         |                            | 15 février 2020 à 17 h – Clermont-Ferrand | 15 février 2020 à 17 h – Clermont-Ferrand | 15 février 2020 à 17 h – Clermont-Ferrand | 15 février 2020 à 17 h – Clermont-Ferrand |  |  | 16 février 2020 à 15 h 30 – Clermont-Ferrand | 16 février 2020 à 15 h 30 – Clermont-Ferrand | 16 février 2020 à 15 h 30 – Clermont-Ferrand | 16 février 2020 à 15 h 30 – Clermont-Ferrand |  |  | 18 septembre 2020 à 20 h 30 – Paris - Annulé | 18 septembre 2020 à 20 h 30 – Paris - Annulé | 18 septembre 2020 à 20 h 30 – Paris - Annulé | 18 septembre 2020 à 20 h 30 – Paris - Annulé |
|  | LFB                     | ESB Villeneuve-d’Ascq LM                  | 67                                 | 67                      |                         |                            | 15 février 2020 à 17 h – Clermont-Ferrand | 15 février 2020 à 17 h – Clermont-Ferrand | 15 février 2020 à 17 h – Clermont-Ferrand | 15 février 2020 à 17 h – Clermont-Ferrand |  |  | 16 février 2020 à 15 h 30 – Clermont-Ferrand | 16 février 2020 à 15 h 30 – Clermont-Ferrand | 16 février 2020 à 15 h 30 – Clermont-Ferrand | 16 février 2020 à 15 h 30 – Clermont-Ferrand |  |  | 18 septembre 2020 à 20 h 30 – Paris - Annulé | 18 septembre 2020 à 20 h 30 – Paris - Annulé | 18 septembre 2020 à 20 h 30 – Paris - Annulé | 18 septembre 2020 à 20 h 30 – Paris - Annulé |
|  | LFB                     | ESB Villeneuve-d’Ascq LM                  | 67                                 | 67                      | LF2                     | Toulouse Métropole Basket  | 60                                        | 60                                        |                                           |                                           |  |  | 16 février 2020 à 15 h 30 – Clermont-Ferrand | 16 février 2020 à 15 h 30 – Clermont-Ferrand | 16 février 2020 à 15 h 30 – Clermont-Ferrand | 16 février 2020 à 15 h 30 – Clermont-Ferrand |  |  | 18 septembre 2020 à 20 h 30 – Paris - Annulé | 18 septembre 2020 à 20 h 30 – Paris - Annulé | 18 septembre 2020 à 20 h 30 – Paris - Annulé | 18 septembre 2020 à 20 h 30 – Paris - Annulé |
|  |                         |                                           |                                    |                         | LF2                     | Toulouse Métropole Basket  | 60                                        | 60                                        |                                           |                                           |  |  | 16 février 2020 à 15 h 30 – Clermont-Ferrand | 16 février 2020 à 15 h 30 – Clermont-Ferrand | 16 février 2020 à 15 h 30 – Clermont-Ferrand | 16 février 2020 à 15 h 30 – Clermont-Ferrand |  |  | 18 septembre 2020 à 20 h 30 – Paris - Annulé | 18 septembre 2020 à 20 h 30 – Paris - Annulé | 18 septembre 2020 à 20 h 30 – Paris - Annulé | 18 septembre 2020 à 20 h 30 – Paris - Annulé |
|  |                         |                                           | LFB                                | Tango Bourges Basket    | 89                      | 89                         |                                           |                                           |                                           |                                           |  |  | 16 février 2020 à 15 h 30 – Clermont-Ferrand | 16 février 2020 à 15 h 30 – Clermont-Ferrand | 16 février 2020 à 15 h 30 – Clermont-Ferrand | 16 février 2020 à 15 h 30 – Clermont-Ferrand |  |  | 18 septembre 2020 à 20 h 30 – Paris - Annulé | 18 septembre 2020 à 20 h 30 – Paris - Annulé | 18 septembre 2020 à 20 h 30 – Paris - Annulé | 18 septembre 2020 à 20 h 30 – Paris - Annulé |
|  |                         |                                           |                                    |                         | 89                      | 89                         |                                           |                                           |                                           |                                           |  |  | 16 février 2020 à 15 h 30 – Clermont-Ferrand | 16 février 2020 à 15 h 30 – Clermont-Ferrand | 16 février 2020 à 15 h 30 – Clermont-Ferrand | 16 février 2020 à 15 h 30 – Clermont-Ferrand |  |  | 18 septembre 2020 à 20 h 30 – Paris - Annulé | 18 septembre 2020 à 20 h 30 – Paris - Annulé | 18 septembre 2020 à 20 h 30 – Paris - Annulé | 18 septembre 2020 à 20 h 30 – Paris - Annulé |
|  |                         | 15 février 2020 à 20 h – Clermont-Ferrand |                                    |                         |                         |                            |                                           |                                           |                                           |                                           |  |  | 16 février 2020 à 15 h 30 – Clermont-Ferrand | 16 février 2020 à 15 h 30 – Clermont-Ferrand | 16 février 2020 à 15 h 30 – Clermont-Ferrand | 16 février 2020 à 15 h 30 – Clermont-Ferrand |  |  | 18 septembre 2020 à 20 h 30 – Paris - Annulé | 18 septembre 2020 à 20 h 30 – Paris - Annulé | 18 septembre 2020 à 20 h 30 – Paris - Annulé | 18 septembre 2020 à 20 h 30 – Paris - Annulé |
|  |                         |                                           |                                    |                         |                         |                            |                                           |                                           |                                           |                                           |  |  | 16 février 2020 à 15 h 30 – Clermont-Ferrand | 16 février 2020 à 15 h 30 – Clermont-Ferrand | 16 février 2020 à 15 h 30 – Clermont-Ferrand | 16 février 2020 à 15 h 30 – Clermont-Ferrand |  |  | 18 septembre 2020 à 20 h 30 – Paris - Annulé | 18 septembre 2020 à 20 h 30 – Paris - Annulé | 18 septembre 2020 à 20 h 30 – Paris - Annulé | 18 septembre 2020 à 20 h 30 – Paris - Annulé |
|  | LFB                     | Tango Bourges Basket                      | 77                                 | 77                      |                         |                            |                                           |                                           |                                           |                                           |  |  |                                              |                                              |                                              |                                              |  |  | 18 septembre 2020 à 20 h 30 – Paris - Annulé | 18 septembre 2020 à 20 h 30 – Paris - Annulé | 18 septembre 2020 à 20 h 30 – Paris - Annulé | 18 septembre 2020 à 20 h 30 – Paris - Annulé |
|  | LFB                     | Tango Bourges Basket                      | 77                                 | 77                      | 12 décembre 2019 à 20 h |                            |                                           |                                           |                                           |                                           |  |  |                                              |                                              |                                              |                                              |  |  | 18 septembre 2020 à 20 h 30 – Paris - Annulé | 18 septembre 2020 à 20 h 30 – Paris - Annulé | 18 septembre 2020 à 20 h 30 – Paris - Annulé | 18 septembre 2020 à 20 h 30 – Paris - Annulé |
|  |                         |                                           | LFB                                | Tarbes Gespe Bigorre    | 42                      | 42                         |                                           |                                           |                                           |                                           |  |  |                                              |                                              |                                              |                                              |  |  | 18 septembre 2020 à 20 h 30 – Paris - Annulé | 18 septembre 2020 à 20 h 30 – Paris - Annulé | 18 septembre 2020 à 20 h 30 – Paris - Annulé | 18 septembre 2020 à 20 h 30 – Paris - Annulé |
|  | LF2                     | USO Mondeville                            | LFB                                | Tarbes Gespe Bigorre    | 42                      | 42                         | 48                                        | 48                                        |                                           |                                           |  |  |                                              |                                              |                                              |                                              |  |  | 18 septembre 2020 à 20 h 30 – Paris - Annulé | 18 septembre 2020 à 20 h 30 – Paris - Annulé | 18 septembre 2020 à 20 h 30 – Paris - Annulé | 18 septembre 2020 à 20 h 30 – Paris - Annulé |
|  | LF2                     | USO Mondeville                            | 16 février 2020 à 15 h 30 – Vannes |                         |                         |                            | 48                                        | 48                                        |                                           |                                           |  |  |                                              |                                              |                                              |                                              |  |  | 18 septembre 2020 à 20 h 30 – Paris - Annulé | 18 septembre 2020 à 20 h 30 – Paris - Annulé | 18 septembre 2020 à 20 h 30 – Paris - Annulé | 18 septembre 2020 à 20 h 30 – Paris - Annulé |
|  | LFB                     | Landerneau Bretagne Basket                | 67                                 | 67                      |                         |                            |                                           |                                           |                                           |                                           |  |  |                                              |                                              |                                              |                                              |  |  | 18 septembre 2020 à 20 h 30 – Paris - Annulé | 18 septembre 2020 à 20 h 30 – Paris - Annulé | 18 septembre 2020 à 20 h 30 – Paris - Annulé | 18 septembre 2020 à 20 h 30 – Paris - Annulé |
|  | LFB                     | Landerneau Bretagne Basket                | 67                                 | 67                      | LFB                     | Landerneau Bretagne Basket | 69                                        | 69                                        |                                           |                                           |  |  |                                              |                                              |                                              |                                              |  |  | 18 septembre 2020 à 20 h 30 – Paris - Annulé | 18 septembre 2020 à 20 h 30 – Paris - Annulé | 18 septembre 2020 à 20 h 30 – Paris - Annulé | 18 septembre 2020 à 20 h 30 – Paris - Annulé |
|  | 14 décembre 2019 à 20 h |                                           |                                    |                         | LFB                     | Landerneau Bretagne Basket | 69                                        | 69                                        |                                           |                                           |  |  |                                              |                                              |                                              |                                              |  |  | 18 septembre 2020 à 20 h 30 – Paris - Annulé | 18 septembre 2020 à 20 h 30 – Paris - Annulé | 18 septembre 2020 à 20 h 30 – Paris - Annulé | 18 septembre 2020 à 20 h 30 – Paris - Annulé |
|  |                         |                                           | LFB                                | Tarbes Gespe Bigorre    | 71                      | 71                         |                                           |                                           |                                           |                                           |  |  |                                              |                                              |                                              |                                              |  |  | 18 septembre 2020 à 20 h 30 – Paris - Annulé | 18 septembre 2020 à 20 h 30 – Paris - Annulé | 18 septembre 2020 à 20 h 30 – Paris - Annulé | 18 septembre 2020 à 20 h 30 – Paris - Annulé |
|  | LF2                     | Tarbes Gespe Bigorre                      | LFB                                | Tarbes Gespe Bigorre    | 71                      | 71                         | 86ap                                      | 86ap                                      |                                           |                                           |  |  |                                              |                                              |                                              |                                              |  |  | 18 septembre 2020 à 20 h 30 – Paris - Annulé | 18 septembre 2020 à 20 h 30 – Paris - Annulé | 18 septembre 2020 à 20 h 30 – Paris - Annulé | 18 septembre 2020 à 20 h 30 – Paris - Annulé |
|  | LF2                     | Tarbes Gespe Bigorre                      | 15 février 2020 à 17 h – Vannes    |                         |                         |                            | 86ap                                      | 86ap                                      |                                           |                                           |  |  |                                              |                                              |                                              |                                              |  |  | 18 septembre 2020 à 20 h 30 – Paris - Annulé | 18 septembre 2020 à 20 h 30 – Paris - Annulé | 18 septembre 2020 à 20 h 30 – Paris - Annulé | 18 septembre 2020 à 20 h 30 – Paris - Annulé |
|  | LFB                     | Nantes Rezé Basket                        | 82                                 | 82                      |                         |                            |                                           |                                           |                                           |                                           |  |  |                                              |                                              |                                              |                                              |  |  | 18 septembre 2020 à 20 h 30 – Paris - Annulé | 18 septembre 2020 à 20 h 30 – Paris - Annulé | 18 septembre 2020 à 20 h 30 – Paris - Annulé | 18 septembre 2020 à 20 h 30 – Paris - Annulé |
|  | LFB                     | Nantes Rezé Basket                        | 82                                 | 82                      | LFB                     | Tango Bourges Basket       |                                           |                                           |                                           |                                           |  |  |                                              |                                              |                                              |                                              |  |  |                                              |                                              |                                              |                                              |
|  | 14 décembre 2018 à 20 h |                                           |                                    |                         | LFB                     | Tango Bourges Basket       |                                           |                                           |                                           |                                           |  |  |                                              |                                              |                                              |                                              |  |  |                                              |                                              |                                              |                                              |
|  |                         |                                           | LFB                                | Lyon ASVEL              |                         |                            |                                           |                                           |                                           |                                           |  |  |                                              |                                              |                                              |                                              |  |  |                                              |                                              |                                              |                                              |
|  | LFB                     | Roche Vendée Basket Club                  | LFB                                | Lyon ASVEL              | 80                      | 80                         |                                           |                                           |                                           |                                           |  |  |                                              |                                              |                                              |                                              |  |  |                                              |                                              |                                              |                                              |
|  | LFB                     | Roche Vendée Basket Club                  |                                    |                         |                         |                            |                                           |                                           |                                           |                                           |  |  |                                              |                                              |                                              |                                              |  |  |                                              |                                              |                                              |                                              |
|  | LFB                     | Flammes Carolo basket                     | 79                                 | 79                      |                         |                            |                                           |                                           |                                           |                                           |  |  |                                              |                                              |                                              |                                              |  |  |                                              |                                              |                                              |                                              |
|  | LFB                     | Flammes Carolo basket                     | 79                                 | 79                      | LFB                     | Roche Vendée Basket Club   | 73                                        | 73                                        |                                           |                                           |  |  |                                              |                                              |                                              |                                              |  |  |                                              |                                              |                                              |                                              |
|  |                         |                                           |                                    |                         | LFB                     | Roche Vendée Basket Club   | 73                                        | 73                                        |                                           |                                           |  |  |                                              |                                              |                                              |                                              |  |  |                                              |                                              |                                              |                                              |
|  |                         |                                           | LFB                                | Lyon ASVEL              | 92                      | 92                         |                                           |                                           |                                           |                                           |  |  |                                              |                                              |                                              |                                              |  |  |                                              |                                              |                                              |                                              |
|  |                         |                                           |                                    |                         | 92                      | 92                         |                                           |                                           |                                           |                                           |  |  |                                              |                                              |                                              |                                              |  |  |                                              |                                              |                                              |                                              |
|  |                         | 15 février 2020 à 20 h – Vannes           |                                    |                         |                         |                            |                                           |                                           |                                           |                                           |  |  |                                              |                                              |                                              |                                              |  |  |                                              |                                              |                                              |                                              |
|  |                         |                                           |                                    |                         |                         |                            |                                           |                                           |                                           |                                           |  |  |                                              |                                              |                                              |                                              |  |  |                                              |                                              |                                              |                                              |
|  | LFB                     | Lyon ASVEL                                | 86                                 | 86                      |                         |                            |                                           |                                           |                                           |                                           |  |  |                                              |                                              |                                              |                                              |  |  |                                              |                                              |                                              |                                              |
|  | LFB                     | Lyon ASVEL                                | 86                                 | 86                      |                         |                            |                                           |                                           |                                           |                                           |  |  |                                              |                                              |                                              |                                              |  |  |                                              |                                              |                                              |                                              |
|  |                         |                                           | LFB                                | Lattes-Montpellier BLMA | 74                      | 74                         |                                           |                                           |                                           |                                           |  |  |                                              |                                              |                                              |                                              |  |  |                                              |                                              |                                              |                                              |
|  |                         |                                           |                                    |                         | 74                      | 74                         |                                           |                                           |                                           |                                           |  |  |                                              |                                              |                                              |                                              |  |  |                                              |                                              |                                              |                                              |
|  |                         |                                           |                                    |                         |                         |                            |                                           |                                           |                                           |                                           |  |  |                                              |                                              |                                              |                                              |  |  |                                              |                                              |                                              |                                              |
|  |                         |                                           |                                    |                         |                         |                            |                                           |                                           |                                           |                                           |  |  |                                              |                                              |                                              |                                              |  |  |                                              |                                              |                                              |                                              |
|  | LFB                     | Lattes-Montpellier BLMA                   | 59                                 | 59                      |                         |                            |                                           |                                           |                                           |                                           |  |  |                                              |                                              |                                              |                                              |  |  |                                              |                                              |                                              |                                              |
|  | LFB                     | Lattes-Montpellier BLMA                   | 59                                 | 59                      | 12 décembre 2019 à 20 h |                            |                                           |                                           |                                           |                                           |  |  |                                              |                                              |                                              |                                              |  |  |                                              |                                              |                                              |                                              |
|  |                         |                                           | LFB                                | Basket Landes           | 53                      | 53                         |                                           |                                           |                                           |                                           |  |  |                                              |                                              |                                              |                                              |  |  |                                              |                                              |                                              |                                              |
|  | LFB                     | Basket Landes                             | LFB                                | Basket Landes           | 53                      | 53                         | 71                                        | 71                                        |                                           |                                           |  |  |                                              |                                              |                                              |                                              |  |  |                                              |                                              |                                              |                                              |
|  | LFB                     | Basket Landes                             |                                    |                         |                         |                            |                                           | 71                                        |                                           |                                           |  |  |                                              |                                              |                                              |                                              |  |  |                                              |                                              |                                              |                                              |
|  | LFB                     | Charnay Basket Bourgogne Sud              | 47                                 | 47                      |                         |                            |                                           |                                           |                                           |                                           |  |  |                                              |                                              |                                              |                                              |  |  |                                              |                                              |                                              |                                              |
|  | LFB                     | Charnay Basket Bourgogne Sud              | 47                                 | 47                      |                         |                            |                                           |                                           |                                           |                                           |  |  |                                              |                                              |                                              |                                              |  |  |                                              |                                              |                                              |                                              |
|  |                         |                                           |                                    |                         |                         |                            |                                           |                                           |                                           |                                           |  |  |                                              |                                              |                                              |                                              |  |  |                                              |                                              |                                              |                                              |

## Bilan par division
| Division             | Division                  | Engagés | Engagés | Qualifiés en  | Qualifiés en  | Qualifiés en          | Qualifiés en          | Qualifiés en          | Qualifiés en          | Qualifiés en          |
| Division             | Division                  | Engagés | Engagés | 32e de finale | 16e de finale | 8e de finale          | Quart de finale       | Demi-finale           | Finale                | Vainqueur             |
| LFB                  | participant à l’Euroligue | 12      | 3       | exempts       | exempts       | exempts               | 3                     | 3                     | 2                     | Aucune équipe         |
| LFB                  | participant à l’Eurocoupe | 12      | 3       | exempts       | exempts       | 3                     | 2                     | Aucune équipe engagée | Aucune équipe engagée | Aucune équipe engagée |
| LFB                  | non-européens             | 12      | 6       | exempts       | 6             | 5                     | 2                     | 1                     | Aucune équipe engagée | Aucune équipe engagée |
| LF2                  | relégué et CFBB           | 12      | 2       | exempts       | 2             | 1                     | Aucune équipe engagée | Aucune équipe engagée | Aucune équipe engagée | Aucune équipe engagée |
| LF2                  | autres équipes            | 12      | 10      | 10            | 5             | 1                     | 1                     | Aucune équipe engagée | Aucune équipe engagée | Aucune équipe engagée |
| Nationale féminine 1 | Nationale féminine 1      | 2       | 2       | 2             | 1             | Aucune équipe engagée | Aucune équipe engagée | Aucune équipe engagée | Aucune équipe engagée | Aucune équipe engagée |
| Total                | Total                     | 26      | 26      | 12            | 14            | 10                    | 8                     | 4                     | 2                     | 1                     |